# Mariela Guadagnoli
Mariela Guadagnoli es una profesora y arquitecta argentina.
Finalista del premio Premio Global a la Enseñanza. Es una arquitecta de profesión. Estudió en la Universidad Nacional de Rosario y ejerce como docente en cuatro escuelas de la provincia de Santa Fe, donde enseña técnica en construcciones, dibujo técnico y tecnología. Trabaja con alumnos con diversos problemas sociales, adicciones y con problemas económicos.
Ideó un proyecto llamado Adoquines Ecológicos para solucionar el problema de inundación de las veredas donde los chicos circulaban en bicicleta y de paso estimular la atención en sus clases.
Contrajo matrimonio y tiene tres hijos: Álvaro, Lucía y Sofía.